# 乐干
乐幹（1909年11月15日—1986年3月28日），字书田，四川筠连人。
乐幹早年就读于泸州川南师范学校、黄埔陆军军官学校第六期步科。毕业后，曾任国民革命军第三军第八师排长、连长、师政治部科长。后前往日本，入读日本警察大学。回国后，历任首都警察厅局员、警察训练所教务主任、下关警察局局长、督察处处长。抗日战争期间担任内政部警察总队总队长、财政部缉私署西安缉查干训班副主任、中美合作所刑事警察干部训练班副主任等职。抗战勝利后，又历任首都警察厅副厅长、长春市警察局局长、内政部警察总署第四处处长。赴台后，出任中央警官学校校长兼台湾省警察学校校长、台湾省警务处处长。1957年五二四（劉自然）事件后被解职。其后又任国家安全局设计委员，并曾在中东任职。1986年逝世。

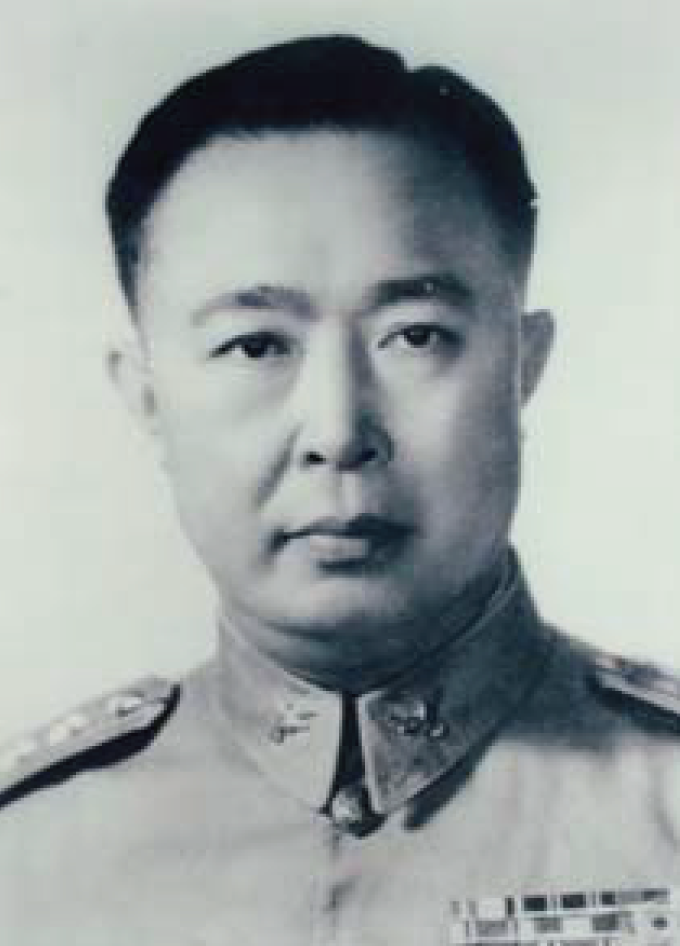
樂幹（臺灣省警務處處長任內）